# راهکار قانونی
راهکار قانونی (انگلیسی: Legal remedy) به معنای ابزار یا اقدام قانونی است که یک فرد یا نهاد می‌تواند برای احقاق حق خود یا جبران خسارت وارده در یک دادخواهی (دعوی حقوقی) به آن متوسل شود. این راهکارها توسط قانون تعیین شده و شامل اقداماتی مانند پرداخت غرامت، صدور حکم الزام به انجام یا عدم انجام کاری، ابطال قرارداد، فسخ قرارداد و سایر اقدامات مشابه می‌شود. هدف از راهکارهای قانونی، بازگرداندن طرف زیان‌دیده به وضعیتی است که قبل از وقوع تخلف یا نقض حق در آن قرار داشته است. انتخاب راهکار قانونی مناسب به نوع دعوی، میزان خسارت وارده و قوانین و مقررات مربوطه بستگی دارد.